# Epilogue (에픽하이의 음반)
Epilogue는 2010년 3월 9일 발매된 에픽하이의 스페셜 음반이다. 전 소속사 울림 엔터테인먼트와 현 소속사 맵더소울이 합병하여 발매하고, DJ 투컷이 군복무로 빠져 2인조로 활동한 첫 음반이다. DJ 투컷의 군 복무에 따라 타블로가 작곡한 신곡과 함께 기존에 만들었던 미공개곡을 수록하였다. 이 음반 이후로 에픽하이로서의 활동은 2012년까지 중단하고, 2013년에 컴백 할 예정이라고 밝혔다. 하지만 에픽하이는 2012년 10월에 정규 7집으로 컴백했다.

## 배경

### 음반 작업
2009년 10월, DJ 투컷이 입대함에 따라, 에픽하이는 2년 공백을 가지게 되었다. 11월 13일, 유튜브와 맵더소울닷컴을 통해 자신들의 솔로 음반을 비롯한 MYK의 데뷔 음반 소식을 전한 뒤 차후 활동 없이 에픽하이의 음반이 여러 형식으로 새로 나올 수 있다고 밝혔다. 원래 DJ 투컷 없이는 활동을 하지 않는다고 결심했었으나 군복무 중이던 DJ 투컷의 권유로 스페셜 음반을 제작하기 시작하였고 이후 타블로는 100곡에 가까운 B 사이드 곡 중 몇 곡을 골라 작업하기 시작하였다. 추가적으로 타이틀 곡 "Run"과 몇 곡을 작곡하였다. 공개적으로는 별 다른 활동없이 타블로와 미쓰라 진은 타 가수 음반 작업 및 O.S.T에 참여하거나 콘서트 및 게스트로 참여하였고 2010년 1월에는 프랑스에서 열린 국제 음악축제인 《미뎀 2010》에 참여하였다.
이후 전 소속사인 울림 엔터테인먼트와의 맵더소울의 합병을 알리며 1월 31일, 프랑스에서 돌아온 에픽하이는 2010년 3월에 스페셜 음반을 발매한다고 발표하였다. 또한 간접적으로 TBNY의 얀키가 참여함을 밝혔다. 트랙리스트가 공개되면서 6번 트랙 〈비늘〉에 참가함이 밝혀졌다. 2월 6일, DJ 투컷의 휴가를 알리면서 투컷 또한 스페셜 음반에 참여함을 간접적으로 알렸다. 다음 날엔 음반에 대해 4집 Remapping the Human Soul과 비슷할 것이라고 알렸다. 이어 트위터를 통해 작업하는 모습을 올렸으며 2월 11일, 음반의 마무리 작업 중임을 알리며 음반의 제목은 ‘Epilogue’이며 변동없이 2010년 3월에 발매될 것이라고 밝혔다.
2월 18일, 녹음 작업을 마무리하였으며 믹싱 작업을 앞두고 현재 음반의 자켓을 디자인 중이라고 밝혔다. 또한 맵더소울도 리뉴얼 중이라고 알렸다. 2월 21일에는 음반의 녹음을 끝마쳤다.
이어 타블로는 트위터를 통해 Epilogue의 발매일이 3월 9일로 정해졌다고 밝혔고 다음 날, 미쓰라 진은 현재 믹싱 작업과 뮤직비디오 촬영 중임을 알렸다. 2월 25일에는 음반 작업 영상 및 티저 영상을 유튜브를 통해 공개하였다. 영상에서 기존에 밝힌 바와 같이 “기존 음반에 넣으려 했던 곡들 중 컨셉이 겹치는 몇몇 곡들을 미완성인 채로 배제하였다가 이번 음반을 통해 완성하여 공개한다”고 밝혔다.

### 활동
음반을 작업하면서 타블로와 미쓰라 진은 여러 활동을 전개하였는데 2010년 2월 11일에는 에픽하이가 프로듀싱을 맡고 있는 인피니트라는 신인 보이 밴드를 공개하였다. 에픽하이는 인피니트와 함께 삼성의 두근두근 Tomorrow 캠페인의 일환으로 개최되고 있던 2010년 동계 올림픽에 대한민국 선수단을 응원하는 동영상을 만들기도 했다. 이어 에픽하이가 미국의 언론인 CNN의 "토크 아시아(Talk Asia)"에 출연하였다. 이는 박지성, 비, 이병헌 등 대한민국 출신 인물에 이은 출연으로써, 타블로는 “CNN이 한국 음악의 깊이와 다양성을 알고 큰 관심을 보여줘서 기뻤다. 전 세계인들에게 우리만의 힙합을 대표해 전할 수 있는 이 기회, 과분한 영광이었다”라고 소감을 밝혔다. 본 인터뷰는 4월 21일 밤 CNN을 통해 방송된다고 알렸다.
2월 26일에는 트랙리스트를 발표하였다. 음반의 자켓은 타블로가 사진을 찍고 미쓰라 진이 글을 썼다고 밝혔다. 이후 2월 28일, 믹스 작업 마무리에 임박했으며 뮤직비디오 또한 촬영을 마쳤고 현재 편집 상태임을 알리며 이어 많은 활동을 할 예정이라고 알렸다. 3월 2일에는 이번 음반이 모든 곳에서 판매되며, 맵더소울닷컴 SHOP 메뉴에서는 메뉴 업데이트로 인하여 판매하지 않는다고 사전 공지를 하였다. 또한 앨범 자켓을 공개하였다.
2월 25일, 미쓰라 진이 김진표와 함께 엠넷의 새로운 프로그램을 맡았다고 밝히고, 3월 1일부터 출연하였다.
3월 3일 새벽에 타블로가 타이틀 곡은 "Run"이라고 밝혔다. 또한 엠군, 유튜브, 아프리카 이 세 동영상 사이트에 인피니트의 한 멤버인 엘(L)을 주인공으로 하고 다른 멤버들이 출연한 타이틀 곡의 뮤직비디오 티져 영상을 동시에 공개하였다. 뮤직비디오의 티져 영상은 세 편으로 나뉘어 공개될 예정이며 음반 발매 당일 날 《유희열의 스케치북》 녹화를 시작으로 활동을 시작한다고 밝혔다. 당일 오전부터 트위터를 통해 음반이 마스터링 작업에 돌입했음을 알렸고 음반 발매 후부터 송 노트를 게시하겠다고 밝혔다. 오후에는 티저 첫 번째 편인 타블로 편을 공개하였다. 다음 날, 두 번째 "미쓰라 진 편"이 나왔다. 마지막 3월 5일에 세 번째 티저인 "Run" 뮤직비디오 티저와 함께 노래의 일부분을 공개했다.
네이버 웹툰 《싸우자 귀신아》의 작가인 임인스는 "R U N"이라는 제목의 글에 에픽하이 새 음반 소개 만화를 그렸다. 또한 맵더소울에는 이 만화를 영어로 번역한 티저 만화가 올라왔다. 또한 절친한 사이로 알려진 코요태의 빽가는 에픽하이의 포스터 촬영을 맡았다.
3월 9일 발매 당일 새벽에 타이틀곡 "Run"의 싱크가 어긋난 불법 뮤직비디오가 유출되어 파장을 일으켰다. 그 영향으로 에픽하이는 공식 뮤직비디오를 다소 일찍 공개했고, 타블로와 미쓰라 진은 뮤직비디오가 유출된데에 격앙된 표현으로 실망감을 감추지 않았다.
발매 다음 날 3월 10일에는 어떠한 해외 프로모션 없이 미국 아이튠즈 "힙합/랩 음반 차트"에서 1위를 하기도 하였다. 또한 뉴질랜드 아이튠즈 1위, 캐나다 아이튠즈 3위, 한터차트 1위 등 세계 곳곳의 차트에서 발매 하루 만에 상위권에 들었다. 3월 12일에 뮤직뱅크를 통해 공중파에 복귀하였다. 이어 《유희열의 스케치북》에 출연하였고 곧바로 《쇼! 음악중심》, 《인기가요》 등 방송 3사 음악 프로그램에 출연하며 본격적으로 활동하기 시작하였다.
3월 13일, 에픽하이는 대한민국 힙합 웹사이트 힙합플레이야의 10주년을 맞아 열리는 힙플쇼(Hiphop Playa Show, 힙합플레이야 공연)에 슈프림 팀 등과 1차 출연진으로 공개되었다. 또한 2010년 3월 20일 유튜브가 개최한 《유튜브 뮤직데이》에 헤드라이너로 참여하였다. 4월 11일에는 리바이스가 주최하는 Keep The Faith 콘서트에 윤미래 등과 참여하였다. 이어 공중파 방송에 출연하며 4월 17일에 힙합플레이야 10주년 쇼에 헤드라이너로 참여하였다. 미쓰라 진을 제외하고 타블로는 아내 강혜정의 출산으로 인해 5월 초까지 휴식을 가졌다. 5월 2일, 타블로가 득녀를 하고 복귀한 후 활동은 기존에 녹화한 음악 프로그램과 예능 프로그램에 출연하였으며 주로 라디오 프로그램 게스트로 참여하였다. 이후 5월 26일, 타블로는 트위터를 통해 Epilogue 활동 마감을 알렸다.

## 성과
Epilogue는 한터차트에 의하면 2010년 한 해 동안 총 18,000장이 팔려 2010년 32위를 기록했다. 가온차트에 의해 집계된 판매량은 26,000장으로, 순위는 50위를 기록하였다. 다른 음반 활동과는 달리 활동 도중에 큰 악재가 터져 별다른 수상이나 성과는 거두지 못하였다.

## 음반 정보

### 수록곡
전체 작곡: 타블로
| #             | 제목                    | 작사                   | 작곡          | 재생 시간 |
| ------------- | ----------------------- | ---------------------- | ------------- | --------- |
| 1.            | 〈서랍〉                | 타블로, 미쓰라진       | 타블로        | 1:15      |
| 2.            | 〈Run〉                 | 타블로, 미쓰라진       | 타블로        | 3:29      |
| 3.            | 〈바보〉 (Feat. Bumkey) | 타블로, 미쓰라진       | 타블로        | 4:01      |
| 4.            | 〈Wordkill〉            | 타블로, 미쓰라진       | 타블로        | 3:16      |
| 5.            | 〈Blossom〉             |                        | 타블로        | 2:22      |
| 6.            | 〈비늘〉 (Feat. Yankie) | 타블로, 미쓰라진, 얀키 | 타블로        | 3:01      |
| 7.            | 〈잡음〉                | 타블로, 미쓰라진       | 타블로        | 3:44      |
| 8.            | 〈Coffee〉 (Feat. 성아) | 타블로, 미쓰라진       | 타블로        | 4:09      |
| 9.            | 〈Over〉                | 타블로                 | 타블로        | 3:41      |
| 10.           | 〈숲〉                  |                        | 타블로        | 1:39      |
| 총 재생 시간: | 총 재생 시간:           | 총 재생 시간:          | 총 재생 시간: | 30:35     |

### 부클릿
가사집 및 음반 정보 등 11장으로 이루어져 있으며 타블로가 직접 촬영한 8장의 사진들과 미쓰라 진이 작성한 글이 수록되어 있다.

### 라이너 노트
아래는 음반 발매 당일부터 타블로가 자신의 트위터를 통해서 트랙 순으로 공개한 Epilogue의 라이너 노트이다. (일부는 인터뷰 중 밝힌 내용 포함.)
- 서랍 & Run: 준비, 질주, 숨돌리기, 예측하지 못한 정지, 재출발 등 인생을 달리기에 비유하여 달리는 느낌을 음악으로 표현하고 싶었다고 밝혔다. 또한 〈서랍〉은 여태 에픽하이가 발매해왔던 타이틀곡 및 후속곡의 제목을 두 글자의 단어로 담아냈다.
- 바보: 사랑 앞에 작아지는 사람들이 갈수록 흔하지 않은 세상 속에서 바보의 순수함을 잃지 못하는 사람들을 위한 노래이며, 심플한 리듬 위주 편곡을 하였다고 밝혔다. 다른 인터뷰에서는 필터를 보고 썼다고 밝혔다.[51]
- Wordkill: 5집 Pieces, Part One 작업할 때 쓴 곡. 타블로가 당시 어떤 악플을 본 후 작곡하였으며 Lost Maps #001에 수록된 데모 버전과는 달리 훅을 바꿨다.[52]
- Blossom: 이터널 모닝의 멤버로서 작업한 연주곡이며 피아노를 치고 녹음해서 왜곡시켜 동양적인 느낌을 담고 싶었다고 밝혔다.
- 비늘: 유일한 이번 음반의 랩 피쳐링 곡이며, 과거에 타블로와 미쓰라 진, 그리고 얀키가 했었던 〈비의 랩소디〉의 후속작이라고 밝혔다.
- 잡음: 라디오 주파수 잡음을 녹음해서 리듬으로 꾸몄으며 작곡보다 편곡에 집중한 곡이라고 밝혔다. 애당초 타블로의 랩 파트가 있었으나 미쓰라 진이 잘한 나머지 포기하였으며 또한 다음엔 이와같이 "생활의 소리"들로만 한 곡을 완성할 생각이라고 밝혔다.[52]
- Over: 항상 최고여야 하는 사람들에 대한 안타까움으로 만든 곡이다. 또한 해외 팬과 적극적으로 교류하기 위하여 영어로 만들었다.[51]
- Coffee: 한 시트콤의 오프닝곡으로 쓰려다 우울하다고 퇴짜를 맞았고, 또 5집에 수록하려다가 〈우산〉과 겹쳐 수록하지 못했다.

### 뮤직비디오
타이틀 곡 "Run"의 뮤직비디오는 쟈니브로스의 홍원기 감독이 맡았으며 에픽하이를 비롯한 같은 소속사 후배 그룹인 인피니트가 출연하였다. 3월 5일, 뮤직비디오의 티저 영상을 공개하며 음반 발매일이자 뮤직비디오 공개일이었던 3월 9일, 정각 무렵 뮤직비디오가 한 사이트를 통해 사전 유출되어 예정보다 빨리 공개하였다. 사막 한 가운데에 밴드 장면에서 인피니트와 함께 타블로, 미쓰라 진이 나온다. 또한 인피니트의 엘이 주인공을 맡았으며 출생에서부터 성인이 된 이후의 모습을 1인칭 시점으로 보여준다.
뮤직비디오의 시작과 함께 출생부터 성장을 하는 모습과 함께 달리는 모습이 번갈아 나오며, 탈선 후 오토바이를 타게 되고 여자친구를 만난다. 그러나 오토바이 사고와 다른 남자에게 여자친구를 잃게 되고, 이후 복서로서 열심히 훈련하기 시작한다. 마지막 장면에선 신발끈을 오른쪽만 묶는 복선과 함께 왼쪽 다리에 의족을 찬 채 달리는 모습을 보여주며 사고로 다리를 잃었음을 보여준다. 계속해서 훈련하는 모습이 나오며 끝난다.

## 평가
네이버 뮤직은 한국대중음악상 선정위원단과 네티즌 선정위원단의 평가로 별점 5.5점을 부여했다. 한국대중음악상 선정위원단은 담백하고 색깔 뚜렷한 작품이라 평했으며, 네티즌 선정위원단은 DJ 투컷의 공백이 느껴졌다고 평했다. 음악 리뷰 사이트 이즘은 부드럽지만 몇 년 동안 에픽하이가 보여준 모습 그대로라며 식상하다는 평을 내렸다. 그 외에도 에픽하이 특유의 모습을 보여줬지만 기존의 음악을 답습하고 너무 안정적이면서 질린다는 평도 있다.